# Rammelsberg
Rammelsberg er et 635 m højt bjerg syd for Goslar i Harzen Tyskland. Det er især kendt på grund af minen.
Minerne i Rammelsberg blev første gang omtalt i 968 af Widukind af Corvey i Sachsen, men man regner med at der har været minedrift i over 3000 år. Dette er underbygget af arkæologiske fund fra Rammelsberg af malm og færdige slagger.
Rammelsbergs miner er optaget på UNESCO World arv listen.
I første omgang var det vigtigste produkt sølvmalm, så kobber og endelig bly. Minerne var udtømte og blev lukket i 1988. Malmen indeholdt 14% af zink, 6% bly, 2% kobber, 1 g / t guld og 140 g / t sølv. Der er en del vandindtrængning i minerne, og der blev udviklet et pumpesystem drevet af flere underjordiske vandmøller.
De seneste arkæologiske fund ved Duna (ved Osterode) tyder på, at minedriften på Rammelsberg var begyndt 6-700 år tidligere. Spor fra en tidlig bebyggelse ca. 70 km syd for Rammelsberg, er dateret til det 3. eller 4. århundrede. Aflejringerne indeholdt ikke kun præ-industrielt smelteudstyr, men også rester af malm, som uden tvivl kan identificeres som Rammelsbergmalm.
Det anslås, at der i alt er udvundet 27 millioner tons malm fra bjerget.
Efter minen blev lukket af Preussag, blev der oprettet et museum for at bevare kulturarven og vise historien om miner og deres udstyr.
Museet er et punkt på ERIH, Den Europæiske Route of Industrial Heritage.
Den gamle bydel i Goslar og minen Rammelsberg er i 2008 brugt på 100 € guldmønter fra serien af UNESCO verdens kulturarv.

## Eksterne links
- Wikimedia Commons har flere filer relateret til Rammelsberg
- WELTKULTURERBE RAMMELSBERG – MUSEUM & BESUCHERBERGWERK